# 东安子鸡
东安子鸡也叫东安鸡、官保鸡，是湖南省东安县的一道传统鸡肉料理，被誉为八大湘菜之首。
东安子鸡具有浓郁的香味而不浑浊，略微带有湘菜的辣味，十分酥软，白、红、绿、黄四色相映，视觉上也略胜一筹。
东安籍政治人物唐生智在南京任职时，带有家乡厨师，每逢宴会，必烹饪一道鸡肉菜肴，宾客品尝后，赞不绝口，因而使得“东安鸡”之名广为流传:325-326。